# Amblyseius fraterculus
Amblyseius fraterculus är en spindeldjursart som beskrevs av Berlese 1916. Amblyseius fraterculus ingår i släktet Amblyseius och familjen Phytoseiidae. Inga underarter finns listade i Catalogue of Life.